# 蒂萨陶尔扬
蒂萨陶尔扬（匈牙利語：Tiszatarján）是匈牙利包尔绍德-奥包乌伊-曾普伦州所辖的一个村。总面积40.39平方公里，总人口1421，人口密度35.2人/平方公里（2011年1月1日）。